# Les Wriggles
Les Wriggles (prononcé en anglais : [ɹɪgəlz]) est un groupe de chanson française théâtre et humour musical. Il est formé en 1995, dissout en 2009, et recomposé en 2018. Composé de 5 membres durant les douze premières années de son existence, incluant Christophe Gendreau, Stéphane Gourdon, Frédéric Volovitch, Antoine Réjasse et Franck Zerbib, le groupe est réduit à quatre depuis 2019.
Le groupe est connu pour ses performances scéniques (to wriggle signifie se tortiller en anglais) : toujours en mouvement et vêtu de rouge, jouant de la guitare acoustique, leurs interprétations sont mises en scène par des sketchs illustrant le propos de leur chanson ou des chorégraphies. Les thèmes de leurs chansons sont variés, allant du quotidien à la critique de la société contemporaine. Leur style de chant est très diversifié : rap, reggae, chœurs d'église, rock, ou folk.

## Biographie

### Débuts et succès (1995-2009)
Les cinq musiciens se rencontrent en 1994 à l'ENSATT, une école de théâtre parisienne devenue lyonnaise. Avec une guitare acoustique comme seul instrument, ils posent leurs premiers textes en écrivant après leur journée de travail, avec pour thème le quotidien et les nouvelles moroses qu'ils tournent en dérision, afin d'en rire. Ils donnent leur première représentation en 1995 et un an plus tard ils se font remarquer par Richard Kalfa. Ils ne pensent cependant toujours pas à faire carrière sérieusement, et doivent continuer à travailler en parallèle de leur carrière musicale.
C'est le bouche-à-oreille qui les a en grande partie fait connaitre. En effet, le groupe n’est quasiment pas médiatisé. Leur allure vestimentaire, surtout en ce qui concerne la couleur, est due à un achat effectué au début de leur carrière : ils avaient tous les cinq fait l’acquisition de tenues de sport rouges (pour des raisons financières au début, ces costumes étant peu onéreux, ils décidèrent cependant de garder cette couleur par la suite)[réf. nécessaire].
Le groupe sort un premier album, intitulé Justice avec des saucisses, en 1997, suivi d'un album live, Les Wriggles partent en live en 1999. Le succès vient véritablement avec la signature chez le label Atmosphériques et l'album Ah bah ouais mais bon en 2002 et un premier DVD, Les Wriggles à la Cigale en 2003. Le groupe a des dates notamment à l'Olympia, où ces concerts sont très bien reçus par le public. Il fait également, en 2002, la musique originale du film Le Nouveau Jean-Claude, et y joue une bande de mexicains dans un restaurant chantant leur titre Roucoucou Paolita.
Un projet de série télévisée voit le jour en 2000, Fredo et Tonio, avec Volovitch et Réjasse, trois pilotes ont été réalisés sans déboucher sur une production.
En 2005, le groupe fête ses dix ans avec une tournée, jouant notamment au Zénith. Cette même année sortent Moi d'abord et un second DVD Acte V au Trianon marquent un tournant : l'ironie se mue en tendresse avec gravité[Quoi ?]. Dans la foulée, Le Best of est dans les bacs en 2006 et reprend les meilleurs titres de leurs trois albums studio ainsi que deux titres live inédits tiré d'un concert à la Cigale. Le groupe est nommé aux Victoires de la musique 2006. Cette même année, Antoine Réjasse et Franck Zerbib décident de quitter le groupe pour continuer une carrière solo. L’avenir du groupe est compromis, les trois membres restants demeurant indécis à continuer en effectif réduit. Finalement, après quelques mois de travail, Christophe Gendreau, Stéphane Gourdon et Frédéric Volovitch repartent en tournée en février 2007 et sortent Tant pis ! Tant mieux ! à la fin de la même année. À la fin 2009, ils terminent leur tournée pour se consacrer à des projets personnels pendant quelque temps.

### Retours scéniques (depuis 2018)
Le 20 novembre 2017, le groupe publie sur sa page Facebook un message sibyllin qui pourrait annoncer leur reformation en 2018, chose confirmée via un message posté le 3 décembre 2017. La mise en scène et la direction artistique seront assurées par Sébastien Lalanne. Les arrangements vocaux seront orchestrés par Michel Puyau. En 2018, Emmanuel Urbanet et Fabien Marais viennent remplacer les deux partants (Gendreau et Volovitch). Le groupe se retrouve donc avec Emmanuel Urbanet, Fabien Marais, Franck Zerbib, Antoine Réjasse et Stéphane Gourdon pour une série de concerts. Ils enregistrent l’album « Complètement Red », qui sort en janvier 2019.
Le groupe publie un mini-album spécial Noël le 4 décembre 2020, 7 chansons de Noël. Le groupe, réduit à quatre membres, revient ensuite en 2021, jouant notamment le 30 novembre à l'espace Ligéria de Montlouis-sur-Loire, faisant salle comble devant 400 personnes. Entre janvier et avril 2022, ils jouent « Les Wriggles se mettent en quatre », pour 14 représentations à La Scène Libre à Paris.

## Membres

### Membres actuels
- Stéphane Gourdon (alias Noof) - chant, guitare, percussions vocales, acrobaties
- Antoine Réjasse (alias Tonio ou Antonio) - chant, guitare
- Emmanuel Urbanet (membre des Joyeux Urbains) - chant, guitare
- Fabien Marais - chant

### Anciens membres
- Christophe Gendreau (alias Kristof, Kroukri ou Kriss) - chant, guitare, mise en scène
- Frédéric Volovitch (alias Frédo ou Fred) - chant, guitare
- Franck Zerbib (alias Franckie ou Kifou) - chant, danse

## Discographie

### Albums studio
- 1997 : Justice avec des saucisses
- 2002 : Ah bah ouais mais bon
- 2005 : Moi d'abord
- 2007 : Tant pis ! Tant mieux !
- 2019 : Complètement red
- 2022 : Quatre étoiles

### EP
- 2020 : 7 chansons de Noël (EP)

### Albums live
- 1999 : Les Wriggles partent en live

### Compilations
- 2006 : Le Best Of

### DVD
- 2003 : Les Wriggles à la Cigale
- 2005 : Acte V au Trianon
- 2009 : Les Wriggles en TourNez